# مشارب التجارب و غوارب الغرایب
مشارب التجارب و غوارب الغرایب اثری از ابن فندق بیهقی می‌باشد که در قرن ششم ه‍.ق تألیف شده‌است. این متن طبق نظر تاریخ نگاران پس از او همانند ابن اثیر، جوینی و حمدالله مستوفی، منبع بسیار مهمی برای دوران زندگانی نویسنده و به خصوص عصر نخستین حاکمیت سلجوقیان بوده‌است.